# Saint-André-les-Vergers
Saint-André-les-Vergers là một xã ở tỉnh Aube, thuộc vùng Grand Est ở phía bắc miền trung nước Pháp.

## Dân số
| Năm | 1962  | 1968  | 1975   | 1982   | 1990   | 1999   |
| --- | ----- | ----- | ------ | ------ | ------ | ------ |
| Dân số | 5 115 | 7 660 | 10 370 | 10 681 | 11 329 | 11 125 |
| From the year 1962 on: No double counting—residents of multiple communes (e.g. students and military personnel) are counted only once. |       |       |        |        |        |        |